# آناتولی پتروویچ بوگدانف

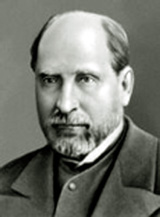
بوگدانف

آناتولی پتروویچ بوگدانف(به روسی: Анатолий Петрович Богданов)(زادهٔ ۱۸۳۴- مرگ ۱۸۹۶) جانورشناس و مردم‌شناس روس بود.

## زندگی
بوگدانف در استان ورونژ در جنوب روسیه زاده‌ شد. در ۱۸۵۵ در بخش علوم طبیعی دانشگاه دولتی مسکو دانش‌آموخت و در چندین موزهٔ طبیعی در بخش‌های گوناگون اروپا به کار پرداخت. او همچنین از محضر جانورشناسانی بنامی چون ایزیدور ژفروا سن‌ایلر و امیل بلانشار دانش‌اموخت. در ۱۸۵۸ به مسکو بزگشت و بخش جانورشناسی را در دانشگاه آن پایه‌گذاری کرد. در ۱۸۶۱ او رئیس این بخش شد و در ۱۸۶۳ مدیر موزهٔ جانورشناسی مسکو شد و تا پایان زندگی در همین منصب بود.
از اقدامات او برپایی نمایشگاهی دایوراما دربارهٔ مردم‌نگاری روسیه بود. همچنین او چندین کتاب در زمینه‌های جانورشناسی و حشره‌شناسی را از زبان‌های آلمانی و فرانسوی به روسی ترجمه نموده‌ بود.